# Jenkins Motor Car Company
Jenkins Motor Car Company war ein US-amerikanischer Hersteller von Automobilen.

## Unternehmensgeschichte
J. William Jenkins war Schuhhersteller in Rochester im US-Bundesstaat New York. Er gründete 1907 ein neues Unternehmen zur Fahrzeugproduktion. Der Markenname lautete Jenkins. Im Juli 1912 verkaufte Jenkins das Unternehmen an seinen Chefingenieur Fred J. Decker, der das Werk als Autohaus für Fahrzeuge von der Cole Motor Car Company nutzte. Es bestand keine Verbindung zur Jenkins Automobile Company, die ein paar Jahre Vorher den gleichen Markennamen verwendete.

## Fahrzeuge
Im Angebot standen ausschließlich Fahrzeuge mit einem Vierzylindermotor und Kardanantrieb. Zunächst gab es das Model 40/45 HP. Sein Motor war mit 40/45 PS angegeben. 1907 betrug der Radstand 272 cm. Einzige Karosserieform war ein fünfsitziger Tourenwagen. 1908 wurde der Radstand auf 284 cm verlängert. Nun war auch ein Town Car erhältlich.
Von 1909 bis 1910 betrug der Radstand 295 cm. Der Town Car entfiel. 1911 sah eine erneute Verlängerung des Radstands auf 300 cm. Nun waren Tourenwagen mit fünf und mit sieben Sitzen sowie ein Roadster mit fünf Sitzen verfügbar. 1912 erschien der 38 HP. Sein Motor leistete 38 PS. Sein Fahrgestell hatte 302 cm Radstand. Die Tourenwagen boten wahlweise Platz für fünf oder sieben Personen.

## Modellübersicht
| Jahr      | Modell   | Zylinder | Leistung (PS) | Radstand (cm) | Aufbau                                               |
| --------- | -------- | -------- | ------------- | ------------- | ---------------------------------------------------- |
| 1907      | 40/45 HP | 4        | 40/45         | 272           | Tourenwagen 5-sitzig                                 |
| 1908      | 40/45 HP | 4        | 40/45         | 284           | Tourenwagen 5-sitzig, Town Car                       |
| 1909–1910 | 40/45 HP | 4        | 40/45         | 295           | Tourenwagen 5-sitzig                                 |
| 1911      | 40/45 HP | 4        | 40/45         | 300           | Tourenwagen 5-sitzig und 7-sitzig, Roadster 5-sitzig |
| 1912      | 38 HP    | 4        | 38            | 302           | Tourenwagen 5-sitzig und 7-sitzig                    |